# Îles des Saintes
Le Îles des Saintes, conosciute anche come Les Saintes, sono un arcipelago formato da otto piccole isole e scogli denominate Terre-de-Bas, Terre-de-Haut, Ilet Cabrit, Grand Ilet, La Coche, Les Augustins, Le Pate e La Redonde cui solo due, Terre de Bas e Terre de Haut (le più grandi) sono abitate. Amministrativamente sono tutte dipendenti da Guadalupa, nelle Antille Francesi.

## Storia
Les Saintes furono scoperte da Cristoforo Colombo nel 1493, nel giorno di Ognissanti, che le battezzò conseguentemente in Los Santos, ma i primi coloni francesi che si trasferirono nell'arcipelago arrivarono solo nel 1643 dalla Bretagna.
Il 12 aprile 1782 l'arcipelago fu teatro di uno scontro navale conosciuto come la Battaglia delle Saintes, dove si videro contrapposte la flotta britannica guidata dall'ammiraglio George Rodney e dalla flotta francese al comando di François Joseph Paul de Grasse. La vittoria britannica garantì loro la supremazia marittima nei territori d'oltremare.I francesi, con l'intenzione di farne un "arcipelago-fortezza" inespugnabile, costruirono nel XIX secolo una serie di fortificazioni, tra cui Fort Joséphine su Ilet Cabrit e Fort Napolèon sul Morne à Mire, rilievo che domina la baia di Terre-de-Haut.